# Okrug
Un okrug è un tipo di suddivisione territoriale proprio di alcuni paesi dell'Europa orientale che designa un circondario, un distretto o un'analoga ripartizione.

## Russia
In Russia si distinguono tre diverse specie di okrug:
- i circondari autonomi (in russo: автономные округа - avtonomnye okruga, sing. автономный округ - avtonomnyj okrug), che costituiscono soggetti federali dotati di ampia autonomia;
- i circondari federali (in russo: федера́льные округа - federal'nye okruga; sing. федера́льный округ - federalnyj okrug), comprendenti più soggetti federali e istituiti nel 2000 per consentire al governo centrale la possibilità di esercitare un maggior controllo sui vari livelli di governo territoriale (oblast, repubbliche, territori, ecc.).
- i circondari urbani (in russo: городские округа, sing. городской округ), equivalenti a città-distretto, non ricompresi in alcun rajon (rispetto al quale sono equiordinati), rappresentando una suddivisione di un soggetto federale (voce in russo).

### Circondari autonomi
I circondari autonomi sono 4:

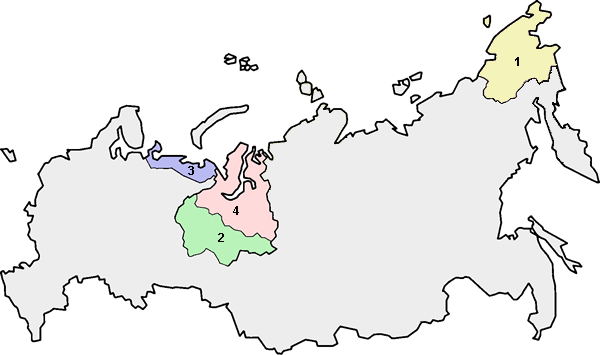
Circondari autonomi della Russia

1. Circondario autonomo della Čukotka;
2. Circondario autonomo degli Chanty-Mansi-Jugra;
3. Circondario autonomo dei Nenec;
4. Circondario autonomo Jamalo-Nenec.

Molti dei circondari autonomi, già contemplati ai tempi dell'Unione Sovietica, hanno perso il loro particolare status e sono stati accorpati a oblast' o a territori.

### Circondari federali
I circondari federali sono 8:

Circondari federali della Russia

- Circondario federale centrale;
- Circondario federale meridionale;
- Circondario federale del Volga;
- Circondario federale del Caucaso Settentrionale;
- Circondario federale nordoccidentale;
- Circondario federale degli Urali;
- Circondario federale della Siberia;
- Circondario federale dell'Estremo Oriente.

Nel 2014 è stato istituito il circondario federale della Crimea, nel 2016 soppresso e aggregato al circondario federale meridionale.

### Circondari rurali
A livello locale, un ulteriore tipo di suddivisione può essere quella del circondario rurale (Сельский округ - Sel'skij okrug).

## Polonia
In Polonia, la suddivisione territoriale corrispondente all'okrug era quella dell'okręg (pl.  okręgi). Tali okręgi, istituiti nel 1842 durante il regno del Congresso, furono successivamente sostituiti dai voivodati.

## Serbia
In Serbia l'okrug (округ; pl. okruzi - окрузи) rappresenta una suddivisione territoriale di primo livello; in particolare, sono contemplati 29 distretti, ciascuno dei quali si suddivide a sua volta in comuni.